# Антун Акшамовић
Антун Акшамовић (Гарчин, 27. мај 1875. — Ђаково, 7. октобар 1959) био је ђаковачки или босанско-сријемски бискуп.

## Живот
По извјештају загребачког бискупа од 24. новембра 1536., потчинило се турским властима само у бродском крају око 40.000 поданика славонских феудалаца. Многи од тих нових турских поданика су се истовремено одрекли хришћанства, преласком на ислам. И до данас око Славонског Брода постоје презимена, која су турског поријекла, као Ченгић, Тескера, Азаповић... Једно од тих презимена је и презиме Акшамовић. Акшам је означавао залазак Сунца, када муслимани завршавају све послове, а означава и 4. дневну молитву муслимана.
Рукоположен је за свећеника 1899., најприје на служби у Дрењу, Ђакову и Осијеку. Од 1902. је био професор богословља и ректор богословије у Ђакову. Бискуп постаје 1920., а 1923. и апостолским администратором сјеверне Славоније и Барање. Активан је као бискуп од 1920. до 1951. године. Када је од Ватикана постављен за бискупа, Ватикан није сматрао потребним да о томе извијести владу Југославије. Када је о томе издано службено саопћење 26. јула, загребачки надбиксуп Бауер, иако канонски ненадлежан, то јавља краљевској влади телеграмом. Када је влада одлучно реаговала, усљедило је извињење надбиксупа. У Београду се од 15. до 21. новембра 1921. одржала међурелигијска конференција, у организацији државе, о правном положају свих религија и цркава у монархији. Сједницама при католичкој секцији предсједавао је биксуп Акшамовић. Стјепан Радић је 28. септембра 1924. пред десецима хиљада сељака у Крашићу одржао говор у којем је поред бискупа, нападао и политичке противнике у Београду и Загребу. О бискупу Акшамовићу је рекао: ...Сви ти бискупи... су се састали код најгорег између себе, код ђаковачког бискупа Акшамовића, код београдског плаћеника. Тај несретник иде из католичке цркве у православну... да слави државно јединство, тј слави наше ропство... Говори да су Срби, Хрват и Словенац једно, а не мисли да онда двије главе морају пасти и да остане само Србинова глава. Тај је Акшамовић продао шума за 18 милијуна и онда је позвао све те бискупе на гозбу, из кога је морало изаћи писмо пуно не духа светога, него духа винскога.  Обновио је ђаковачку катедралу страдалу у пожару 1933., реформисао је управу властелинства ђаковачких бискупа, новчано је помагао многа културно-просвјетна и ватрогасна друштва. Као надлежни бискуп, протјерао је из жупе жупника Михајла Праксића, због неморалног живот и скандала. Праксић је прије тога био кажњаван и за фалсификовање новца, а својим политичким утицајем на сељаке, је повео у смрт неке житеље Сибиња, 1935. Бискуповом новчаном помоћи у Загребу је саграђено дјечачко сјемениште, основана Хрватска богословна академија и започео радом Господарско-шумарски факултет. Писао је о вјерским, црквеноповијесним, просвјетним и социјалним питањима у различитим листовима и публикацијама. Године 1942. именован је титуларним бискупом  бискупије Augustopolis in Phrygia. За НДХ заступник је Хрватскога државног сабора. Иако је раније говорио панегирике Карађорђевићима у ђаковачкој катедрали, успоставом НДХ, у истој цркви је рекао да су Хрвати до 10. априла (дан настанка НДХ) живјели под туђином. Поглавнику је посветио говор од 22. априла 1941. у Ђакову, рекавши између осталога да је вјековни идеал хрватскога народа: За крст часни и слободу златну,  иако је то српска изрека, а католици кажу криж. Када су Мађари окупирали Барању, декретом Свете Столице (3748-41) је 10. јуна 1941. разријешен дужности Апостолског Администратора за Барању, а та дужност се пренијела на бискупа у Печују. Није због тога протестивао и самим тим је са Ватиканом, признао мађарску окупацију Барање као дефинитивну. Тиме је 15 жупа са 2 жупске испоставе отето ђаковачкој бискупији, јер је тако тражио Ватикан и мађарски агресор. Хитлеров поход на СССР је назвао крсташким, а у октобру је наредио молитве за побједу усташа и фашиста. Хитлера је величао у окружници од 24. септембра 1941. као предводника крижарске војске против бољшевика. Називао га је великим вођом њемачкога Рајха. У коризменој посланици на почетку 1942. је тврдио да је НДХ награда за вјерност Хрвата Светој Столици. У једном акту жупном уреду у Вуковару од 6. августа 1941. под бројем 2088/41, написао је, без и једне ријечи протеста, да у тачки 9., која говори о Јеврејима, јасно пише да им крштење и вјерски пријелаз не може и неће користити. Држава према њима поступа по расном, а не вјерском принципу, па се ту не да више интервенисати. У акту бискупа вуковарском жупнику, гвардијану Дионизију Андрашецу од 29. децембра 1941., даје детаљна упутства о процедури покатоличавања православних Срба, а истој особи у акту од 14. фебруара 1942., пише о начину преуређења православних храмова у католичке, у мјестима гдје има прелазника на католицизам, а нема католичке цркве. Наредио је уклањање иконостаса, а ако нема ни православне цркве, вјерска конверзија и будуће католичке мисе би се обављале у школским просторијама. Навео је списак 20 православних цркава од којих су неке срушене (Трњани, Ново Топоље, Клокочевик, Брод на Сави...), а неке претворене у католичке. У том извјештају од 8. јуна 1942. је навео гдје се налази опљачкани инвентар православних храмова. Након Другог свјетског рата залагао се за сређивање односа између Цркве и државе. За сарадњу са усташама му није суђено.
Др Антун Акшамовић је васпитаван у духу југословенства бискупа Штросмајера и то у непосредној  његовој близини, јер је од 1902. био професор богословије у Ђакову, која је била дјело бискупа Штросмајера. Као такав, он је 1920. сјео на бискупску столицу самог бискупа Штросмајера. У доба НДХ, спроводио је усташку политику надбискупа Алојзија Степинца и папиног делегата Марконеа. Дао је у Ђакову да се штампа његов позив Србима на покрштавање и да га усташка авијација достави народу из ваздуха. Текст тог летка је био:
ПРИЈАТЕЉСКИ САВЈЕТ
Господин Исус Крист је објавио да ће бити један овчињак и један пастир. Ову слику је узео из свакдањега сељачкога господарства, да га људи боље разумију. Син Божји Исус Крист је дошао на земљу, да за вјечни живот приправи и да спас донесе свим људима. Зато нам он објављује: Бит ће један овчињак и један пастир. То значи: бит ће једна Црква и један врховни црквени поглавар, који је Кристов намјесник на земљи и врховни свећеник у Кристовој Цркви.
ТО ЈЕДИНСТВО ЦРКВЕ ТРЕБА ДА ПРОВЕДЕМО У НЕЗАВИСНОЈ ДРЖАВИ ХРВАТСКОЈ.
Становници грчко-источне вјере!
Чујте овај пријатељски савјет. Бискуп ђаковачки примио је до сада у Свету Католичку Цркву на хиљаде грађана. који су од државних власти добили свједоџбу честитости. Угледајте се у ову своју браћу, пак се пријавите што прије за прелаз у Католичку Цркву. Ви ћете као католици моћи остати у својим домовима. Ви ћете несметано унапређивати своје господарство и одгајати своју омладину за Бога и за државу Хрватску. Ви ћете у Католичкој Цркви осигурати спас неумрлих душа према оној светој опомени Спаситеља нашега Исуса Криста: Не ће у краљевство небеско доћи онај, који говори: Господине, Господине, него онај који врши вољу Оца небескога. Пријатељ народа. Биск. тискара - Ђаково. 
За извршење овог насиља над вјерским и људским правима православних Срба, бискуп је од Анте Павелића добио орден Веледара с звиездом, како је то у образложењу наведено: За предану сарадњу с државном владом и државним областима у свим вјерским питањима. Приликом пријема овога одликовања, према писању Хрватског листа, од 3. маја 1943., је рекао: Ја господо, ову чињеницу наглашавам у ту сврху, да изјавим своју радост што поглавар, носилац државног врховништва наше Независне државе Хрватске у представницима Католичке цркве види своје помагаче.
О бискупу је поразан суд дао његов штићеник и доктор Оријенталног суда у Риму, духовник окружја крижара и крижарица у Ђакову, а за НДХ и усташки сатник-душебрижник и горљиви пропагатор усташких начела, др Ђука Марић. На саслушању 12. фебруара 1946. је говорио да га је на покатоличавање Срба присилио бискуп. Са Стјепаном Богутовцем је ишао у Паучје и Ченково, да обави обуку и обред пријелаза. Примио је за тај посао декрет од бискупа, половином октобра 1941. године. Молио га је да га ослободи те обавезе, јер му савјест то не дозволи. Бискуп му је запријетио црквеном казном због непослушности. Тешка срца је то прихватио и обавио.  Историчар Виктор Новак је бискупа назвао биједним Штросмајеровим насљедником  и политичким камелеоном. Он је био и Југословен и сепаратиста, клерикалац, либерал, усташа... већ према потребама.  У првој Југославији је благосиљао соколске заставе, док су их други бискупи анатемисали. У доба НДХ говори против соколства. Потписао је антипартизанску посланицу од 25. марта 1945., а у септембру исте године потписује пастирско писмо, у којем има ставове супротне претходним, након што су партизани ушли у Ђаково. Новак му приписује камелеонску физиономију, стално несталну, а стално језуитску. Као сепаратиста и клерофашиста је сталан, али се у јавним наступима прилагођавао владајућим политикама. 